# Јоко Кусовац
Јоко Кусовац, са Љуботиња, био је православни свештеник, црногорски сердар и четовођа.
Рођен је у првој половини деветнаестога вијека. Путовао је са Његошем у Цариград и према легенди присуствовао је двобоју између Његоша и Арапина.
Као четовођа учествовао је у борбама са Турцима око Скадарског језера, до Зете, Жабљака и Подгорице.
Убио је у Цариграду Стевана Перовића Цуцу, сестрића Владике Рада, задобивши тиме звање сердара од књаза Данила Петровића који је наручио убиство, због ривалства око Његошевог наслеђа. Овај догађај описује Марко Вујачић у монографији „Знаменити црногорски и херцеговачки јунаци“.
Учествовао је у Граховачкој бици (битка на Граховцу) 1858. против војске Хусеин-паше. У бици је тешко рањен и пренет са осталим рањеницима у Црну Гору, ту је прихваћен у кући сердара Андрије Перовића и његове жене Марије (Његошеве сестре). То су били родитељи Стевана којег је убио. Због ране и гриже савести није дуго живео после тога. Умро је 1863. године.
О њему пише никшићки лист "Оногошт", бр.1 , 1900. године.